# 撒馬利亞救援會
撒馬利亞救援會（Samaritan's Purse），或譯普善施，是一個總部位於美國北卡羅來納州布恩的基督教福音派國際慈善機構。現任會長是葛福臨。該組織的名稱來自《新約》中好撒馬利亞人的比喻。

## 外部連結
- 官方网站